# Hålanda socken
Hålanda socken i Västergötland ingick i Ale härad, ingår sedan 1974 i Ale kommun och motsvarar från 2016 Hålanda distrikt. 
Socknens areal är 78,53 kvadratkilometer varav 73,85 land. År 2000 fanns här 695 invånare.  Sockenkyrkan Hålanda kyrka ligger i socknen.

## Administrativ historik
Socknen har medeltida ursprung. 
Vid kommunreformen 1862 övergick socknens ansvar för de kyrkliga frågorna till Hålanda församling och för de borgerliga frågorna bildades Hålanda landskommun. Landskommunen inkorporerades 1952 i Skepplanda landskommun som 1974 uppgick i Ale kommun. Församlingen uppgick 2010 i Skepplanda-Hålanda församling.
1 januari 2016 inrättades distriktet Hålanda, med samma omfattning som församlingen hade 1999/2000.
Socknen har tillhört län, fögderier, tingslag och domsagor enligt vad som beskrivs i artikeln Ale härad. De indelta soldaterna tillhörde Västgöta regemente, Barne kompani och de indelta båtsmännen tillhörde Västergötlands båtsmanskompani..

### Roteindelning
I roteindelningen ingick inte bara byar utan även enskilda gårdar, torp och bebodda utmarker. Samtliga dessa gårdar, torp och utmarker är inte fortfarande bebyggda och bebodda. De platser som idag inte klassas av Lantmäteriet som bebyggelse är satta inom parentes. Den militära roteindelningen upphörde 1901 då Indelningsverket avskaffades.
- Boets rote: Boet, Föstorp, (Långetorp), Stommen, Torpa, Östentorp.
- Hedens rote: (Brådalen), Bråtaslätt, (Getås), (Grankärr), (Hedeberget), Heden, Hultet, (Idåsen), Kopparhagen, Krobäcken, (Lersila), Livereds säteri, Ljungeryd, Maden, (Stavsjön), (Vassbolund), Älghult.
- Verles rote: Drottninggärdet, Järnklev, Råda, Skaggata, Verle.
- Höga rote: Båljen, Höga, Sandåker.
- Relsbo rote: (Adelsbo), Drängedalen, Eket, Falan, Grandalen, Granvattnet, Holmedalen, Långemaden, (Relsbo), Rösåsen, Skantås, Slerebo, Stockedalen, Värhuvud.

## Geografi och natur
Hålanda socken ligger nordväst om Alingsås med Grönån i väster, Vanderydsvattnet i nordväst och Risveden i öster. Socknen har odlingsbygd i ådalen och är i övrigt en skogsbygd. Andra större insjöar i socknen är Hålsjön och Holmevattnet som båda avvattnas av Grönån samt Stavsjön. I socknen ligger det kommunala naturreservatet Verleskogen (Verle gammelskog).
Vid Verle har det funnits ett gästgiveri.
Folkskolor fanns i Verle 1849-1962, Grandalen 1902-1947 och Livered 1923-1947. Småskolor fanns i Livered 1890-1941 och Stommen (kyrkskolan) 1893-1969, då all skolverksamhet i dåvarande Skepplanda landskommun koncentrerades till den nya Garnvindeskolan i Skepplanda.
Den medeltida ridvägen mellan Lödöse och Skara sträckte sig genom Hålanda socken. Hålvägar är fortfarande synliga vid torpet Krogen och vid gårdarna Klovet och Heden.

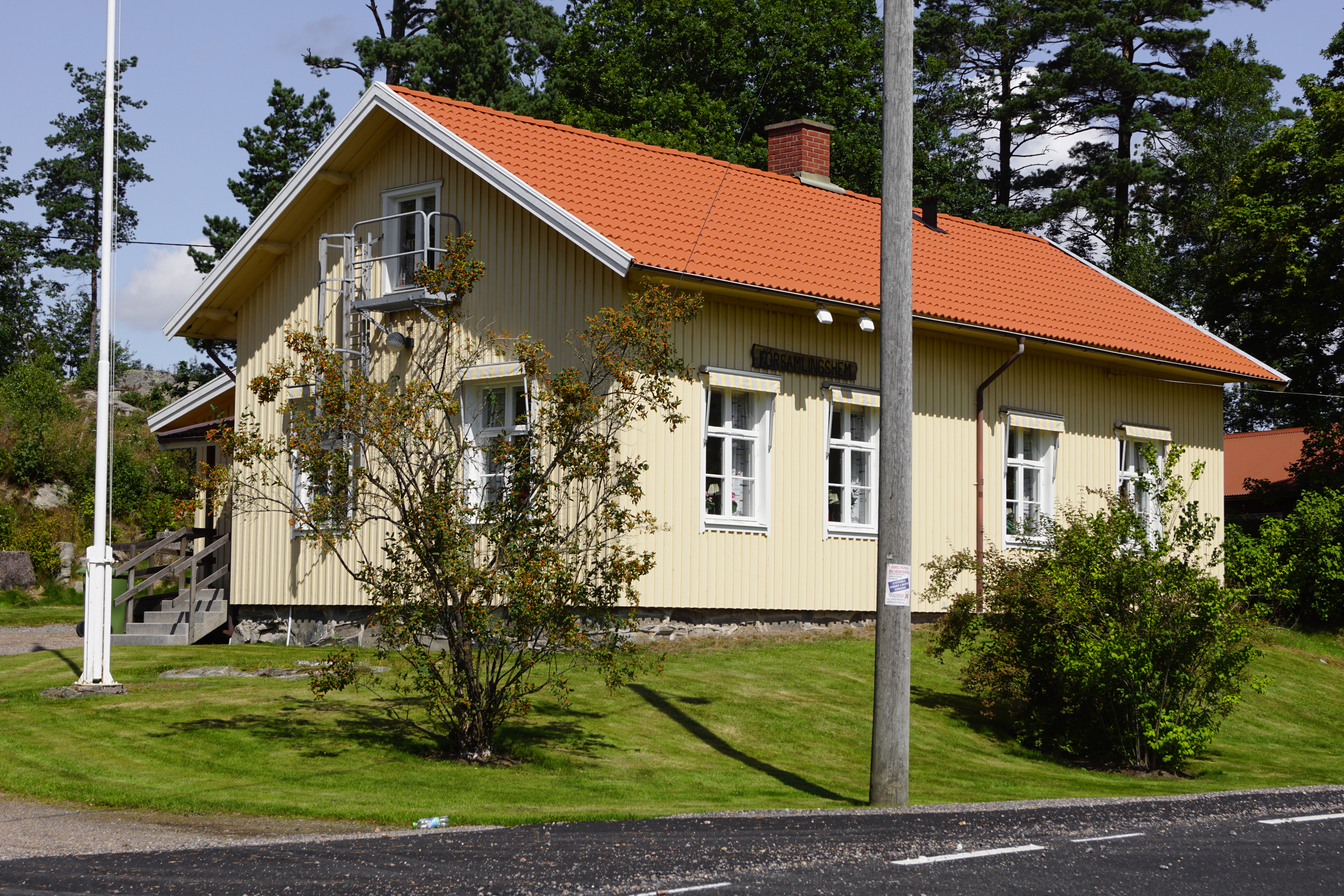
Kyrkskolan (småskola) i Stommen, nu församlingshem.
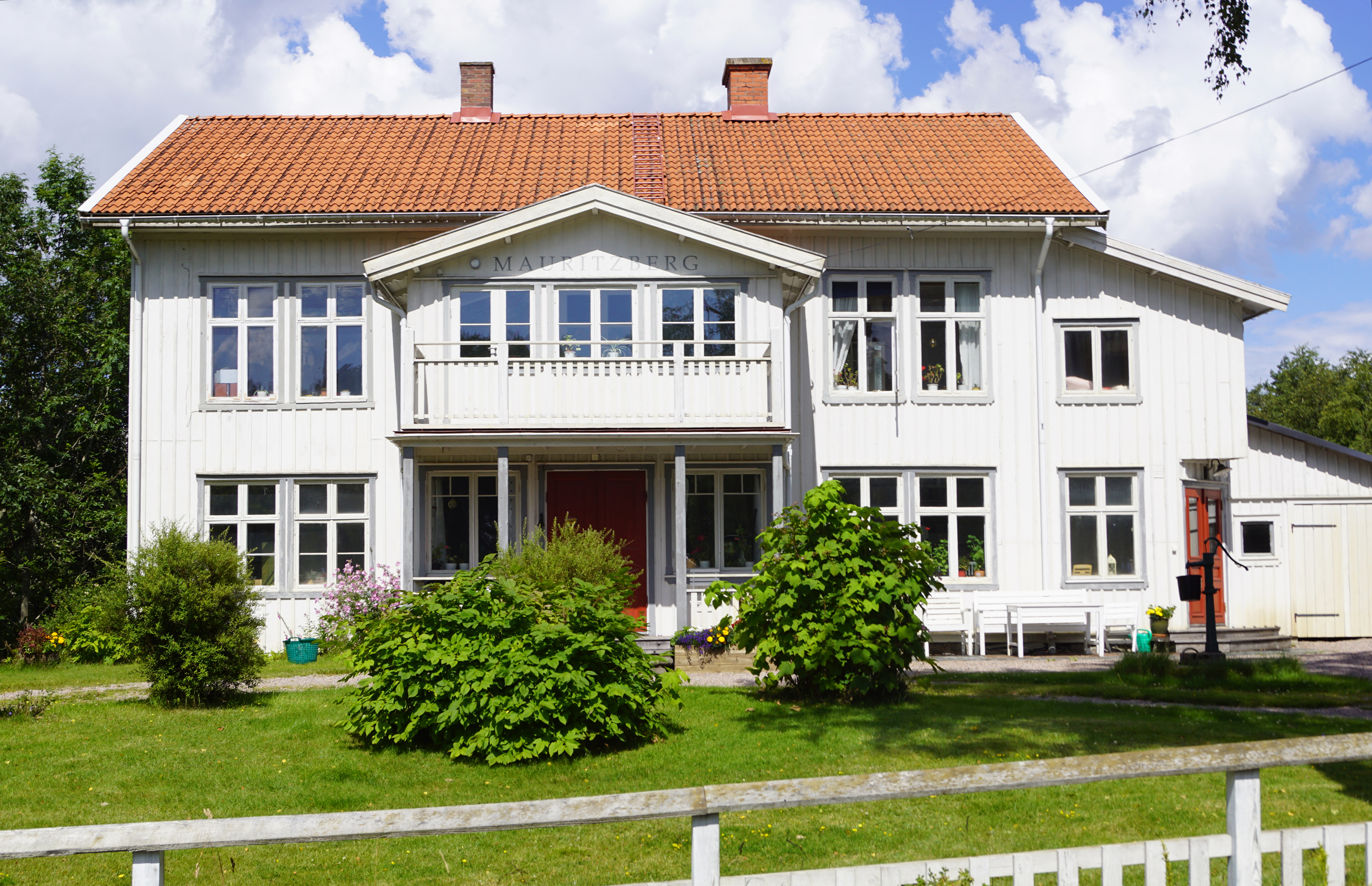
Hålandas sista lanthandel Mauritzberg i Skaggata, verksam 1894-1971,[13] sedan dess privatbostad. Här ordnas publika musikarrangemang.

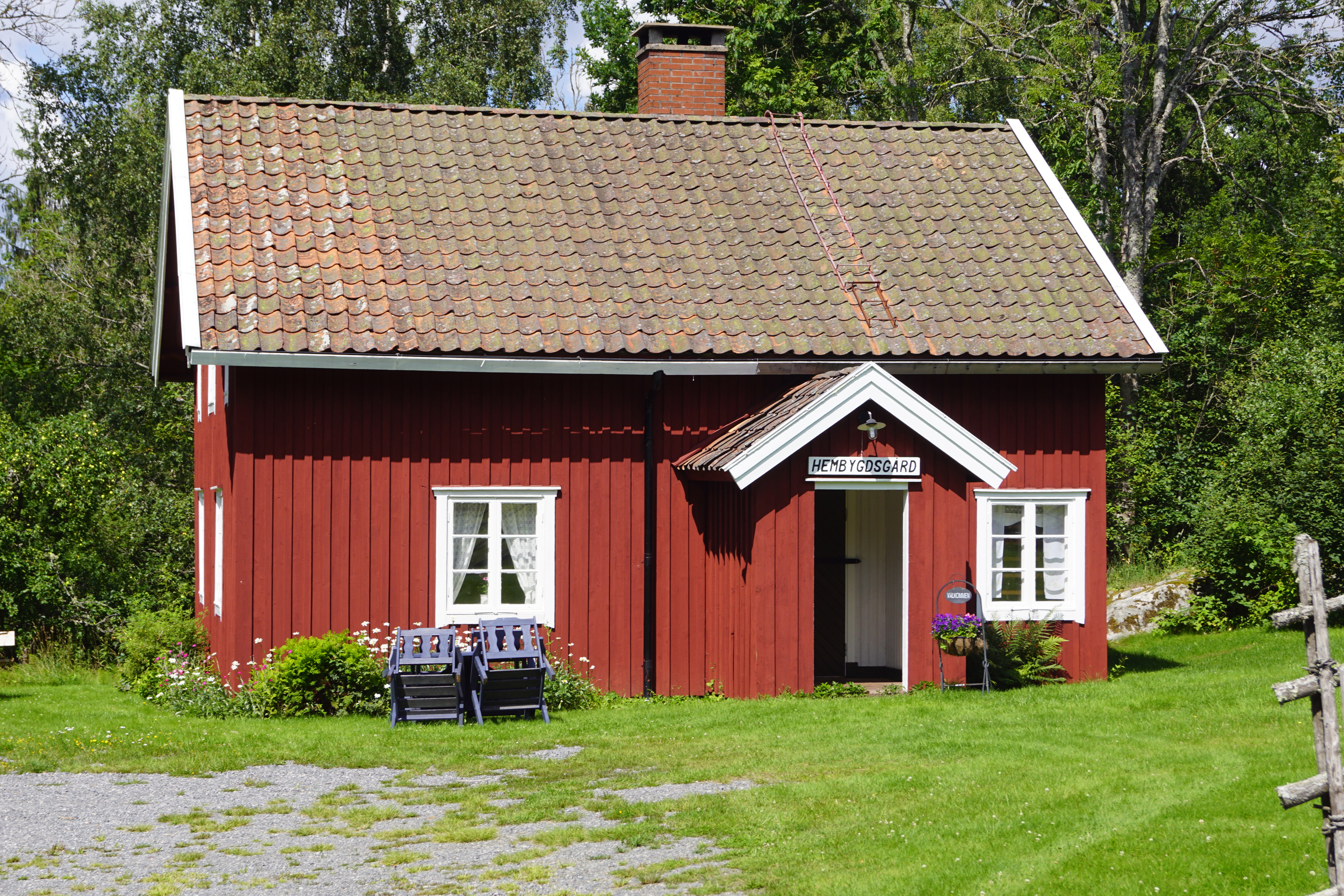
Hålanda hembygdsgård i Verle.
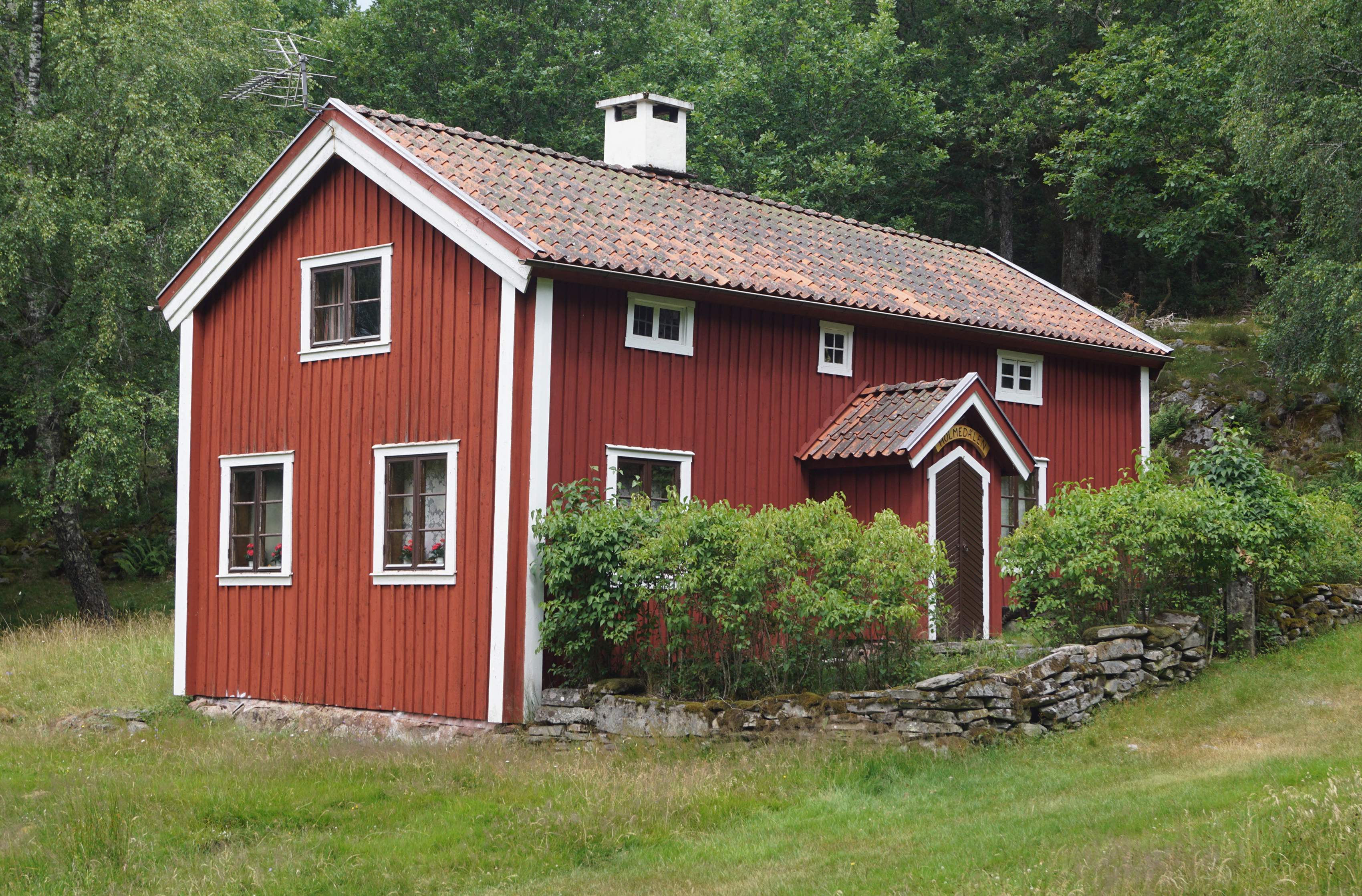
Holmedalen, ett skogshemman i Risveden med anor från 1500-talet.
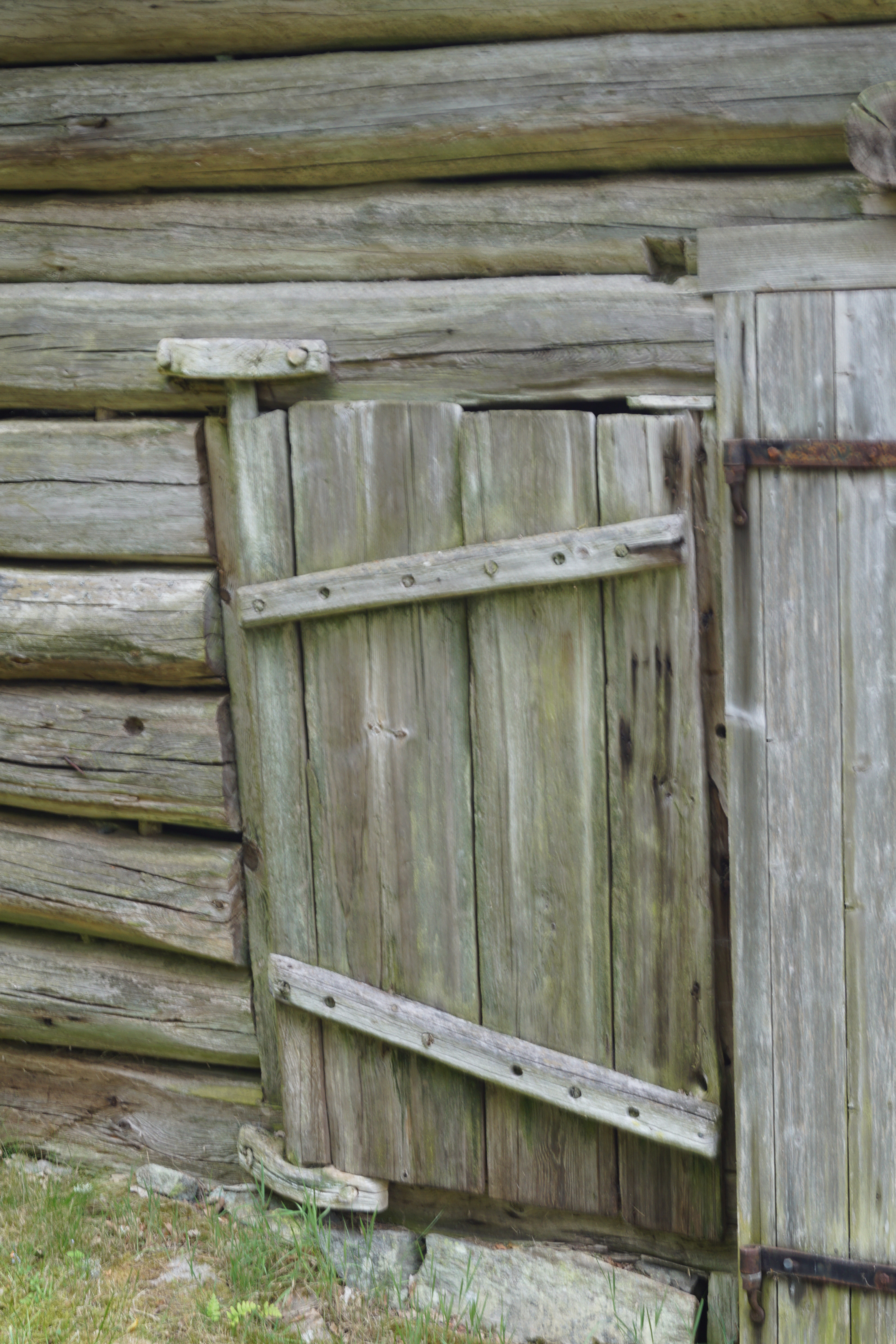
Dörr helt i trä (utan spik) på Holmedalens lada.

### Livereds säteri

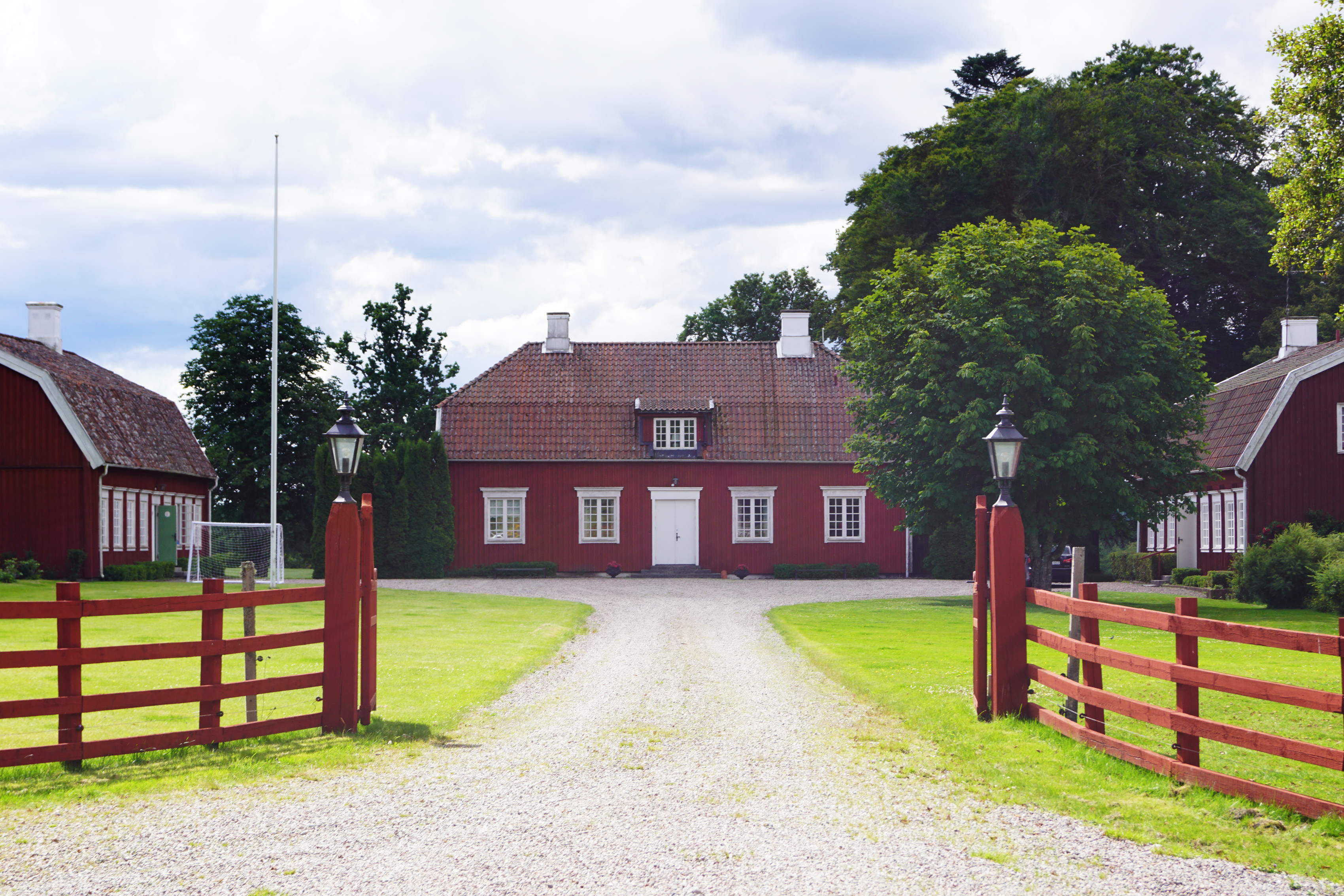
Livereds säteri.

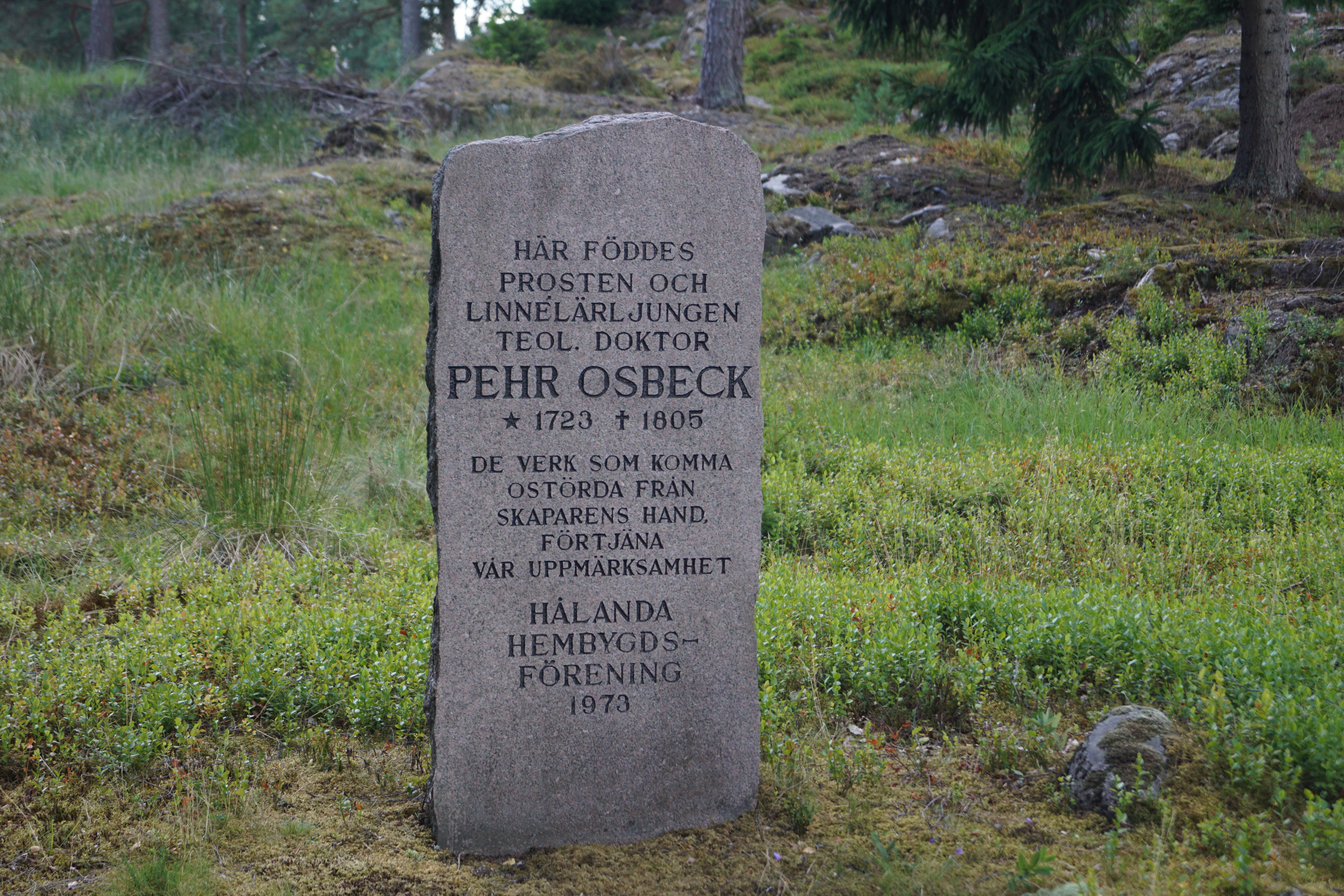
Minnessten över Pehr Osbeck på platsen för det ursprungliga torpet Oset, hans barndomshem.

I Hålanda ligger Livereds säteri, omnämnt som sätesgård 1574 (Liffwarodh). Namnet anses innehålla det fornsvenska mansnamnet Live samt röd eller ryd, för röjning, med andra ord Lives röjning. Sedan 1834 lyder säteriet under Kobergs fideikommiss (i Lagmansereds församling, Trollhättans kommun / Bjärke härad). Rikspressen har följt den långvariga konflikten om friköp mellan arrendatorerna av en grupp torp i Hålanda och friherre Niclas Silfverschiöld. 
Livered brukar omnämnas för att Gustav III övernattade där 1766 på hemväg från Köpenhamn, där han hämtat sin blivande gemål Sofia Magdalena. Hon bodde dock granngårds på Gräfsnäs slott.
Carl von Linnés lärjunge, Kina-fararen Pehr Osbeck, föddes på torpet Oset under Livered. I samband med firandet av Pehr Osbecks 250-årsdag reste Hålanda Hembygdsförening den 2 juni 1973 en minnessten vid ruinen av det ursprungliga torpet Oset.

## Fornlämningar

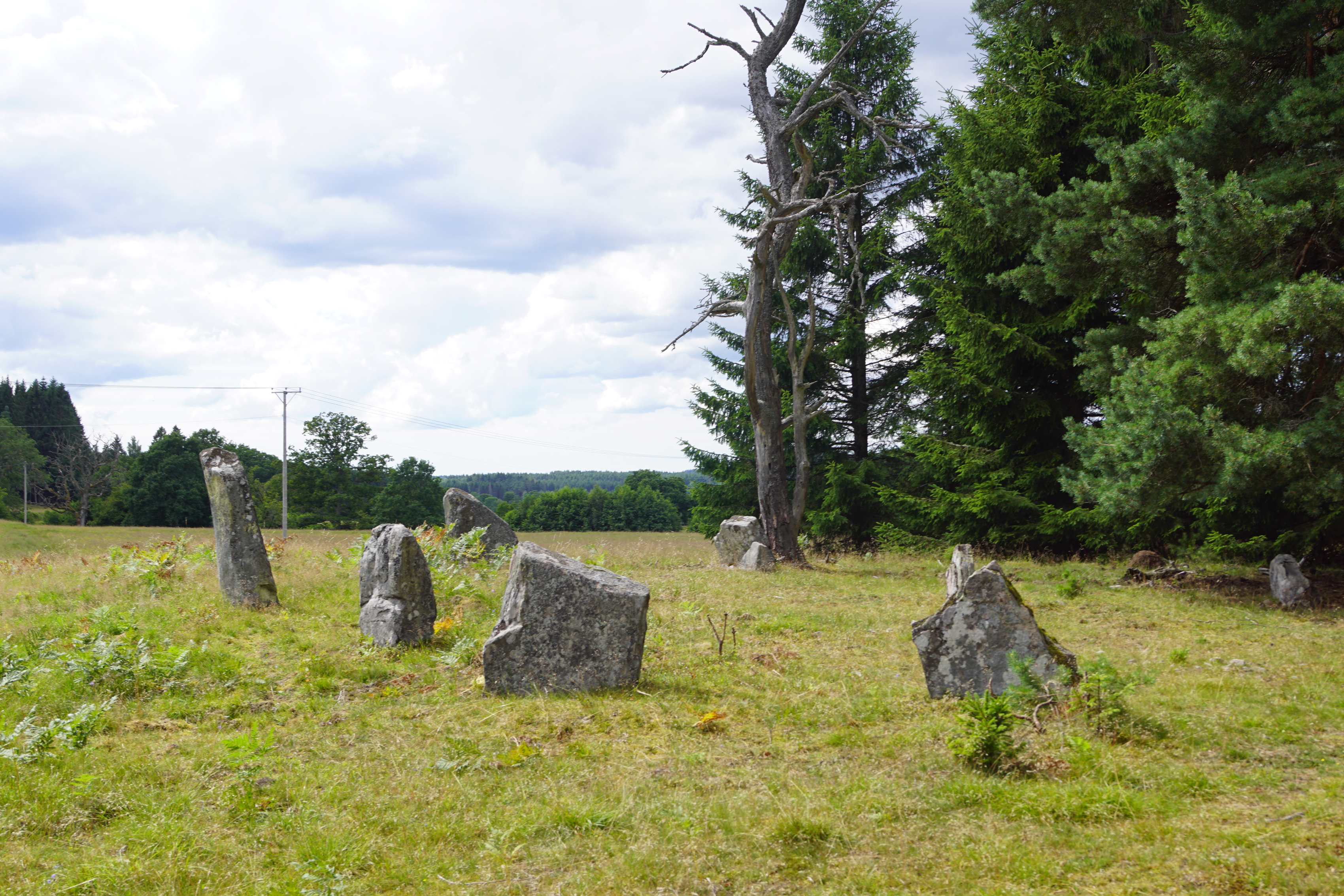
Domarringen Kungsstenarna.

Boplatser och en hällkista från stenåldern är funna. Från bronsåldern finns gravrösen. Från järnåldern finns gravar och en domarring.

## Befolkningsutveckling
1810 uppgick befolkningen till 936 personer. Folkmängden ökade sedan fram till 1870 då socknen hade 1 486 invånare. Därefter minskade befolkningen under 100 år. 1970 var folkmängden som lägst, endast 397 invånare. Därefter har befolkningen ökat långsamt.

## Namnet
Namnet skrevs 1426 Haalanda och kommer från en gård som i förleden kan innehålla ett tidigare namn på Hålsjön, Huli, "den djupa" eller "lågt liggande". Efterleden är land.